# Fojnica
Fojnica (v srbské cyrilici Фојница) je město v Bosně a Hercegovině, administrativně součást Středobosenského kantonu. V roce 2013 zde bylo evidováno 3 874 obyvatel. 
Město se nachází východně od měst Kiseljak a Visoko, v údolí stenojmenné řeky. Je obklopeno vysokými horami; jen na území općiny Fojnica se nachází vrchol Vranica s nadmořsko výškou 2112 m, dále vrcholy Zec (1800 m n. m.), Zahor (1400 m n. m.) a Pogorelica (1432 m n. m.). 
V Bosně a Hercegovině je město známé díky termálním pramenům, které byly využívány již v 19. století a v první polovině století dvacátého. Po druhé světové válce se ve Fojnici rozvíjel textilní a dřevozpracující průmysl. Mezi kulturní památky ve Fojnici a jejím okolí patří např. početné nekrpole tzv. stećků, dále pozůstatek pevnosti na vrcholu Zahor, nebo mešita Atik džamija z 16. století.